# طواف كولومبيا 2007
طواف كولومبيا 2007 (بالإنجليزية: 2007 Vuelta a Colombia)‏  هو سباق دراجات هوائية، وهو الموسم رقم 57 من السباق، وأقيم خلال الفترة 28 يوليو 2007، وحتى 12 أغسطس 2007، وامتدّ لمسافة 2253.4 كيلومتر، وهو أحد سباقات طواف أمريكا للدراجات 2006–07، وهو من نوع سباق المرحلة، وقد شارك في السباق 131 متسابقاً ووصل إلى نهايته 81 متسابقاً.
فاز فيه بالمركز الأول سانتياجو بوتيرو، وبالمركز الثاني Hernán Buenahora ‏، وبالمركز الثالث إزرائيل أوتشوا، والفائز حسب ترتيب النقاط للشباب  فابيو دوارتي، والفائز حسب ترتيب النقاط Hernán Buenahora ‏، والفريق الفائز في ترتيب الفرق Lotería de Boyacá.

## الفائزون
| الترتيب       | الفائز                       |
| ------------- | ---------------------------- |
| الفائز        | سانتياجو بوتيرو              |
| الثاني        | Hernán Buenahora ‏            |
| الثالث        | إزرائيل أوتشوا               |
| تسلق الجبل    | Hernán Buenahora ‏            |
| أفضل شاب      | فابيو دوارتي                 |
| سباقات السرعة | Remberto Jaramillo ‏          |
| الفريق        | Lotería de Boyacá-Indeportes |